# Ампелотерапія

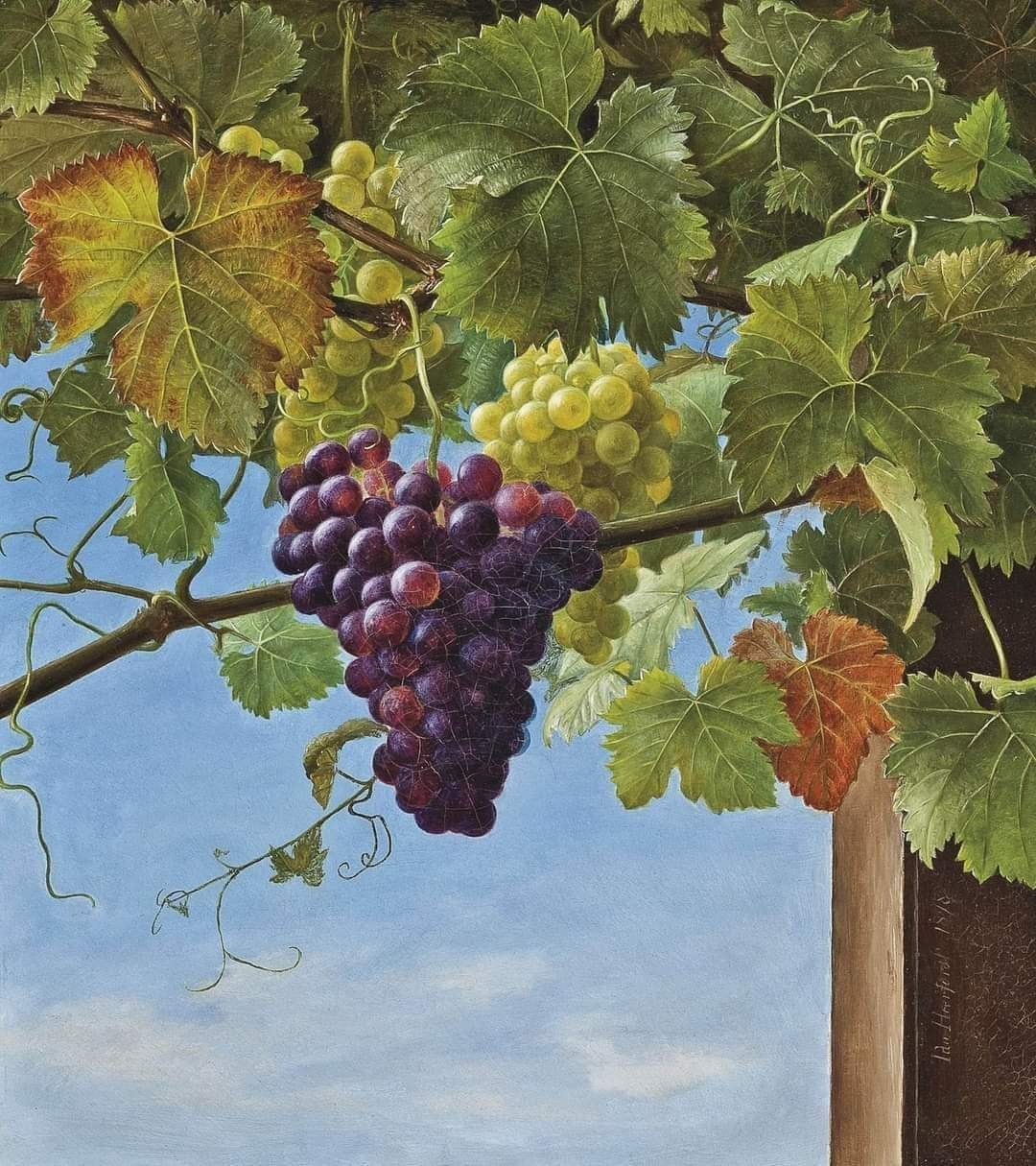
Виноград

Ампелотерапі́я (від грец. ἄμπελος — «виноград» і «терапія»), виноградолікува́ння — лікування виноградом, використання свіжих ягід та виноградного соку для лікування різних захворювань, переважно хронічних. Є методом дієтотерапії й застосовується за призначенням лікаря в комплексі з медикаментозними та іншими видами лікування.
Використовують також листя, молоді пагінці, насіння та вичавки винограду.

## Історія
Лікувальні властивості винограду відомі здавна. Уже з 1 тис. до н. е. давні греки й римляни широко використовували його для відновлення сил та поліпшення обміну речовин. Про дієтичні та терапевтичні властивості винограду писали Гіппократ, його учень Асклепіад, Пліній Старший, Цельс, а також арабські лікарі (Ібн Сіна, Абу Бакр Мухаммад ібн Закарія Ар-Разі), у середні віки — Ріверіус тощо. У давні часи ампелотерапію застосовували емпірично.

## Поширення
Виноградолікування практикують у Єгипті, Саудівській Аравії, Ірані, Іраці, Афганістані, Індії тощо, де поширені ісламська, буддійська, індуїстська культури, зокрема традиції вегетаріанства. Ампелотерапію застосовують також на курортах і в клініках Німеччини, Швейцарії, Франції, Італії, Грузії, Вірменії, Молдови.
В Україні науково-теоретичні основи ампелотерапії, підтверджені хімічними та фізіологічними дослідженнями, були впроваджені в практику санаторного лікування на Південному березі Криму. Спеціалізовані центри лікування виноградом функціонували в містах Ялті та Одесі.

## Застосування
Ампелотерапію рекомендують за захворювань серця, бронхів, нирок, печінки, ШКТ, за подагри, хронічних форм туберкульозу, виснаження нервової системи, як загальнозміцнювальний засіб після тривалої хвороби. За допомогою ампелотерапії в організмі активізуються процеси обміну, особливо водно-сольового, посилюється робота нирок, моторна функція кишечника, прискорюється виведення токсичних продуктів метаболізму, нормалізується секреція шлунку, поліпшується апетит. Кількість винограду або виноградного соку, як і тривалість лікування, призначається лікарем індивідуально.
Лікування полягає у щоденному вживанні від 1 до 2 кг ягід без насіння у 3 прийоми за годину до їжі протягом 1–2 місяців. Можна використовувати виноградний сік по одній склянці на прийом, доводячи разову дозу до 2 склянок.